# Unsinkable Sam
Unsinkable Sam (onzinkbare Sam), eigenlijk Oscar, was een scheepskat die tijdens de Tweede Wereldoorlog in 1941 drie scheepsrampen overleefd zou hebben.
Deze kat leefde op het Duitse slagschip Bismarck totdat deze op 27 mei 1941 door de Britse marine tot zinken werd gebracht. De kat werd gered door de bemanning van de HMS Cossack en de bemanning gaf hem de naam Oscar. Waarschijnlijk vanwege de letter O die in het Internationaal Seinboek gebruikt wordt om een drenkeling aan te duiden.
Oscar zou aan boord van de HMS Cossack blijven totdat deze op 24 oktober werd aangevallen door een Duitse duikboot. Ook hier bleek Oscar een van de overlevenden. Hij werd samen met de overlevenden door de HMS Legion aan land gebracht in Gibraltar.
Hierna zou Oscar aan boord van het vliegdekschip de HMS Ark Royal dienen maar ook deze zou op 14 november getorpedeerd worden en zinken. De kat werd teruggebracht naar Gibraltar en ondergebracht bij de gouverneur. Later zou hij verblijven in een tehuis in Belfast waar hij in 1955 stierf.
Er wordt door historici betwijfeld of het hele verhaal van deze kat helemaal waar is. Vooral de redding na het zinken van de Bismarck is twijfelachtig.
In het National Maritime Museum in Greenwich is een foto van de kat te bezichtigen.